# Nokia 5320
Il Nokia 5320 è uno smartphone prodotto dall'azienda finlandese Nokia e messo in commercio nel 2008. Utilizza il sistema operativo Symbian e ha libero accesso all'Ovi Store.

## Caratteristiche
- Dimensioni: 108 x 46 x 15 mm
- Massa: 90 g
- Sistema operativo: Symbian OS 9.3 Series60 v3.2
- Risoluzione display: 240 x 320 pixel a 16 milioni di colori
- Durata batteria in conversazione: 4 ore
- Durata batteria in standby: 350 ore (14 giorni)
- Fotocamera: 2,0 megapixel
- Memoria: 135 MB espandibile con MicroSD fino a 8 GB
- Bluetooth e USB